# Заальбург-Еберсдорф
Заальбург-Еберсдорф (нім. Saalburg-Ebersdorf) — місто в Німеччині, розташоване в землі Тюрингія. Входить до складу району Заале-Орла.
Площа — 71,87 км2. Населення становить 3319 ос. (станом на 31 грудня 2021).